# Хуан Антоніо Лавальєха
Хуан Антоніо Лавальєха-і-де ла Торре (ісп. Juan Antonio Lavalleja y de la Torre; 24 червня 1784 — 22 жовтня 1853) — уругвайський революціонер, борець за незалежність, державний і політичний діяч, губернатор Східної провінції у складі Об'єднаних провінцій Ріо-де-ла-Плати, перший керівник незалежної Східної Держави Уругвай, член урядового Тріумвірату Уругваю до самої своєї смерті в жовтні 1853 року.

## Біографія
Народився в сім'ї вихідців з арагонського міста Уеска. 1811 року долучився до боротьби за незалежність Східної смуги та став соратником Хосе Хервасіо Артігаса, брав участь у першій та другій облогах Монтевідео.
1816 року під час вторгнення португальських військ на територію Східної провінції командував силами оборони. 3 квітня 1818 року під час битві на річці Валентин (сучасний департамент Сальто) потрапив у полон до португальців, після чого його відправили на острів Лас-Кобрас, що розташований у бухті Ріо-де-Жанейро.
1821 йому дозволили повернутись до Монтевідео, де він вступив на драгунську службу до місцевого пробразильського війська на чолі з Фруктуосо Ріверою. Коли Бразильська імперія проголосила незалежність від Португалії, Рівера поїхав за Лекором, який підтримав Педру I та вирішив вигнати португальські війська з Монтевідео. У листопаді 1823 року португальські війська здали Монтевідео Лекору, який проголосив про його приєднання до провінції Сісплатина Бразильської імперії. 1823 року Лавальєха переїхав до Буенос-Айреса, після того влада Бразильської імперії оголосила його зрадником і конфіскувала все його майно.

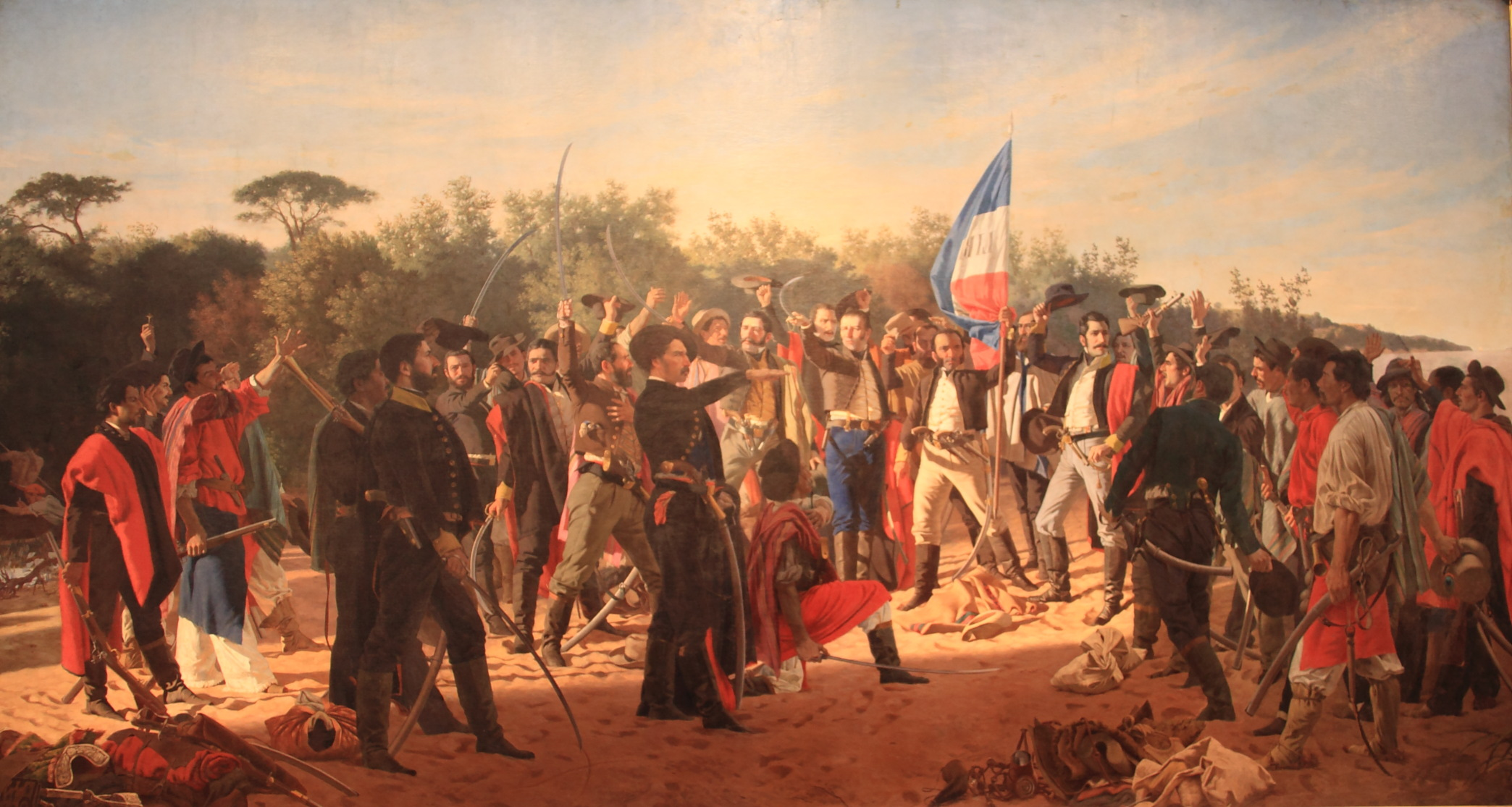
Хуан Мануель Бланес, «Клятва тридцяти трьох Орієнталес», Муніципальний музей красних мистецтв імені Хуана Мануеля Бланеса, Монтевідео

На світанку 19 квітня 1825 року група з тридцяти трьох патріотів на чолі з Лавальєхою висадилась на території Східної провінції. Здійнявши прапор з трьох горизонтальних смуг синього, білого та червоного кольорів, на якому було написано «Свобода або смерть!», Тридцять три Орієнтальці присягнулись звільнити батьківщину або загинути.
Після створення Тимчасового уряду Східної провінції, 14 червня Лавальєха став бригадним генералом і головнокомандувачем військ Східної провінції. У жовтні 1825 року під час битви біля Саранді війська під командуванням Лавальєхи завдали поразки бразильській армії. Перемоги Лавальєхи та Рівери привабили увагу Буенос-Айреса, й у грудні Конгрес Об'єднаних провінцій проголосив повернення Східної провінції до складу країни. У відповідь 10 грудня Бразилія оголосила війну Об'єднаним провінціям. 1 січня 1826 року почалась Аргентино-бразильська війна.
Щоб прибрати Лавальєху з політики, його відрядили разом з Республіканською армією до бразильської провінції Ріу-Гранді-ду-Сул. Там він 20 лютого 1827 року здобув перемогу в битві при Ітусаїнго. Суперечності з головнокомандувачем Карлосом Марією де Альвеаром призвели до розділу командування, й у липні 1827 року Лавальєха сам став головнокомандувачем, отримавши практично диктаторські повноваження на території Східної смуги. 12 жовтня 1827 року він розпустив Конгрес та усунув Суареса від посади губернатора.
Відповідно до попередньої мирної конвенції 1828 року колишня Сісплатина стала Східною Державою Уругвай. Повноваження Лавальєхи було передано генералу Хосе Рондо, який очолив тимчасовий перехідний уряд. 1830 року відбулись перші офіційні вибори президента Уругваю, за результатами яких Лавальєха зазнав поразки від Хосе Фруктуосо Рівери.
У липні 1832 року Лавальєха спробував підбурити повстання й атакував Дурасно, де зазвичай жив Рівера, втім те повстання було швидко придушено, тому Лавальєха був змушений тікати до Бразилії. В березні 1834 року Лавальєха за допомогою Хуана Мануеля де Росаса висадився в районі Колонії-дель-Сакраменто та пройшов усією країною, намагаючись підняти людей, після чого його вигнали на іншому краю країни через річку Куарейм.
1835 року новим президентом Уругваю став Мануель Орібе. Коли 1836 року Рівера повстав проти Орібе, Лавальєха запропонував свої послуги останньому проти свого старого ворога Рівери, висадившись 1 серпня 1836 року в Колонії-дель-Сакраменто з сотнею осіб. Йому повернули звання, що його він мав у національній армії, та разом з Ігнасіо Орібе він 19 вересня 1836 року здобув перемогу у битві при Карпентерії. Втім 15 червня 1838 року він зазнав поразки у битві при Пальмарі. Після того, як у жовтні 1838 року Мануель Орібе склав з себе президентські повноваження, Лавальєха вирушив до Буенос-Айреса, та пішов на службу до Росаса.
1839 року Лавальєха вдерся до Уругваю в складі військ губернатора провінції Ентре-Ріос Паскуаля Ечагуе, й 29 грудня 1839 року зазнав поразки в битві при Каганчі. 1840 року він повторив спробу, та зазнав нищівної поразки при Дон-Кристобалі.
Впродовж тривалого періоду громадянської війни Лавальєха перебував у Серріто, в таборі Мануеля Орібе, який повернувся до Уругваю. Після капітуляції армії Орібе 1851 року Лавальєху відправили у відставку з армії у званні бригадного генерала.
25 вересня 1853 року президента Хуана Франсіско Хіро було повалено в результаті військового перевороту під проводом Венансіо Флореса. Останній призначив для керівництва країною Урядовий тріумвірат, до складу якого увійшли він сам, Рівера та Лавальєха (двоє останніх перебували у вигнанні), втім Лавальєха помер раніше, ніж зміг обійняти посаду.

## Пам'ять
27 грудня 1927 року ім'ям Хуана Антоніо Лавальєхи було названо департамент, в адміністративному центрі якого він народився.